# Ретийски Алпи
Ретийски Алпи (на италиански Alpi Retiche; на немски Rätische Alpen) се нарича най-западният дял от Източните Алпи. Той обхваща няколко доста изолирани един от друг планински масиви на територията на Италия, Австрия, Швейцария и Лихтенщайн. Тук представата за централно алпийско било се губи. Делът има приблизително кръгла форма с размери 90 на 90 км. Най-висок връх е Бернина в едноименния масив. Това е единственият връх в източните Алпи, който надхвърля 4000 м.

## Име
Ретийските Алпи са наречени така на древната римска провинция Реция, създадена по времето на Октавиан Август. Тя, от своя страна, носи името на келтско-илирийския народ рети.

## Описание
Делът има централно положение в планината и чрез проходи се свързва с четири други дялове на Алпите:
- с Лепонтинските Алпи чрез прохода Шплюген (2114 м) - това е връзката между Западните и Източните Алпи;
- с Бергамските Алпи на юг чрез прохода Тонале (1883 м);
- с Лехталските Алпи на север;
- с Йоцталските Алпи на изток чрез прохода Резия (1504 м).[3]

Дълбоки долини на големите алпийски реки ограждат Ретийските Алпи от всички посоки - на запад Заден Рейн и Рейн; на юг Ада; на запад Адидже; на север Ил - приток на Рейн. Река Ин „разсича“ дела на две сравнително равни части (долината Енгадин - горна и долна част). Въпреки че са по-ниски спрямо Западните Алпи, и тук има множество запазили се ледници, както и следи от някогашните им много по-големи предшественици. Ледниковият релеф определя наличието на циркуси с красиви планински езера, карлинги със стръмни стени и остри ръбове, U-образни трогови долини, морени. До 800 м преобладават широколистни гори, оттам нагоре (до 2200 м) - смесени и иглолистни гори. Поясът на ниските храсти и планински ливади е широк, а в най-високите части остават само голи скали, мъхове и лишеи.

## Масиви
- Масив Обералпщайн - започва от прохода Шплюген на юг по вододелното било на Европа. Най-висок връх - Плата (3386 м).
- Хребет Албула - започва от прохода Шплюген първо на юг, после на североизток, като се свързва със Силврета; носи името на река Албула, която тръгва от полите му и се влива в Заден Рейн; най-висок връх - Пиц Кеш (3418 м).
- Масив Силврета - намира се на границата между Швейцария и Австрия на север от долината на Ин; най-висок връх - Пиц Линард (3410 м).
- Хребет Ретикон - спуска се от Силврета на северозапад, в посока на Лихтенщайн; най-висок връх - Шезаплана (2964 м).
- Масив Плесюр - изолиран на запад от река Ландвасер, най-висок връх Арозер Ротхорн (2980 м).
- Хребет Сесвена - остава в източната част, в посока на Йоцталските Алпи; увенчан е от едноименен връх (3205 м).
- Масив Брегалия - издига се над северния край на езерото Комо и преминава в Бернина; най-висок връх - Монте Дисграция (3678 м).
- Масив Бернина - висок и покрит с ледници, той впечатлява с вида си.[5] Разположен на италианско-швейцарската граница между Ин и Ада. Свързва се с Албула чрез прохода Малоя (1815 м). Най-висок връх - Бернина (4049 м).
- Масив Ортлес - разположен на изток от Бернина, той е втори по височина - връх Ортлес (3905 м). Ограден е от Ада и Адидже, а на север се свързва с останалата част на дела чрез прохода Стелвио.
- Масив Брента (Брентски доломити) - на югоизток от Ортлес. Най-висок връх - Чима Тоса (3173 м).

## Туризъм
Отделни части на Ретийските Алпи са обект на туристически интерес от много години. С построявянето на железопътните линии Бернина и Албула в края на ХІХ в. започва процъфтяването на курорти като Сент Мориц и Давос. С обща дължина 122 км, те са върховно инженерно постижение. Влакът минава по 196 моста и през 55 тунела, дарявайки пътниците с неповторими планински пейзажи. Линията достига височина 2253 м, което я прави най-високата в Европа. През 2008 г. е включена в Списъка на световното културно и природно наследство на ЮНЕСКО.
Най-добре развит е зимният туризъм. Прочутата ски зона Сент Мориц - Корвиля се намира в Горен Енгадин, на височина 1800 м. Разполага със 155 км ски писти и 24 лифта. Забележително е, че началото на някои писти се намира на повече от 3000 м н. в. Давос се смята за най-високия град на континента - 1560 м. Всяка зима там се провежда Световният икономически форум. Оттам до Клостер на север са развити пет ски зони - една от най-големите територии за зимен туризъм в Алпите.
За опазване на девствената природа през 1914 г. e създаден Швейцарският национален парк, който с последвалото разширение обхваща 169 кв. км. Заема южните склонове на долината Енгадин и служи главно като резерват - алпийски козирози, диви кози, муфлони, мармоти, благородни елени, орли. Допускат се посетители по строго определени и отлично поддържани пътеки.